# Волохов, Фёдор Сергеевич
Фёдор Серге́евич Во́лохов (7 июля 1912, с. Большетроицкое, Новооскольский уезд, Курская губерния ― 19 декабря 1990, Воронеж) ― русский советский писатель, драматург, журналист.

## Биография
Фёдор Сергеевич Волохов родился в семье фельдшера 7 июля 1912 года в селе Большетроицкое Новооскольского уезда Курской губернии (на территории современного Шебекинского района Белгородской области). В родном селе окончил школу крестьянской молодёжи. Затем поступил на агрономический факультет Воронежского государственного сельскохозяйственного института, которое окончил в 1935 году.
Сразу после института Волохов поехал работать агрономом в Сибирь, где составлял почвенные карты. Через несколько лет вернулся в Воронеж. Печататься начал с 1936 года в газете «Коммуна». Это были рассказы. а в 1941 году выпустил в городе Воронеж сборник рассказов «Кленовые листья». Из рецензии на рассказ писателя:

«С тех пор жанр рассказа, — говорится в биобиблиографическом справочнике „Воронежские писатели“ (1980 г.), — становится характерным для его творчества. Тематический диапазон волоховских произведений довольно широк. Действие рассказов развертывается в колхозном селе, в заводских цехах, в семейно-бытовой сфере. Героям Федора Волохова, нашим современникам, свойственны активное отношение к жизни, высокий нравственный потенциал». Они жили «по законам добра и красоты»— 
В 1938 году Волохова пригласили в редакцию газеты «Молодой коммунар» на должность заведующего отделом. Тогда же, в 1938-м, в третем номере альманаха «Литературный Воронеж» появилось одно из первых его художественных произведений — рассказ «В больнице».
С началом Великой Отечественной войны был мобилизован в ряды Красной Армии, прошел с боями путь от Воронежа до Вены. Служил оперативным работником в подразделении контрразведки в составе 303-й стрелковой дивизии, участвовал в обороне Воронежа в 1942 г., в Курской битве. Награждён орденом «Отечественной войны» II степени (1943), медалями «За взятие Будапешта» (1944), «За взятие Вены» (1944) и др. Уволился в запас в 1948 г. в звании майора.
В 1956 году Волохов в соавторстве с В. К. Карповым издал книгу исторических повестей «На Воронеже» — о строительстве первых кораблей русского флота в эпоху Петра Первого. Волохов также стал автором романа «Седой юноша», пьес «Мы пойдем дальше», «На заре нашей юности», «Соловьи, соловьи», «Топор и крест». Помимо писательской деятельностью занимался также публицистикой и журналистикой, полтора десятка лет Фёдор Волохов был главным редактором журнала «Подъём». Федор Сергеевич Волохов относится к тому ряду литераторов, кого называют организаторами литературного процесса в Центральном Черноземье.
Умер 19 декабря 1990 года в Воронеже.